# Rue de Verneuil
Ne doit pas être confondu avec Rue Henri-Verneuil.
La rue de Verneuil est une rue de Paris située dans le quartier Saint-Thomas-d'Aquin du 7e arrondissement.

## Situation et accès
Longue de 486 mètres, elle commence au 8, rue des Saints-Pères et se termine au 9, rue de Poitiers.
Le quartier est desservi par la ligne 12 à la station Rue du Bac.

## Origine du nom

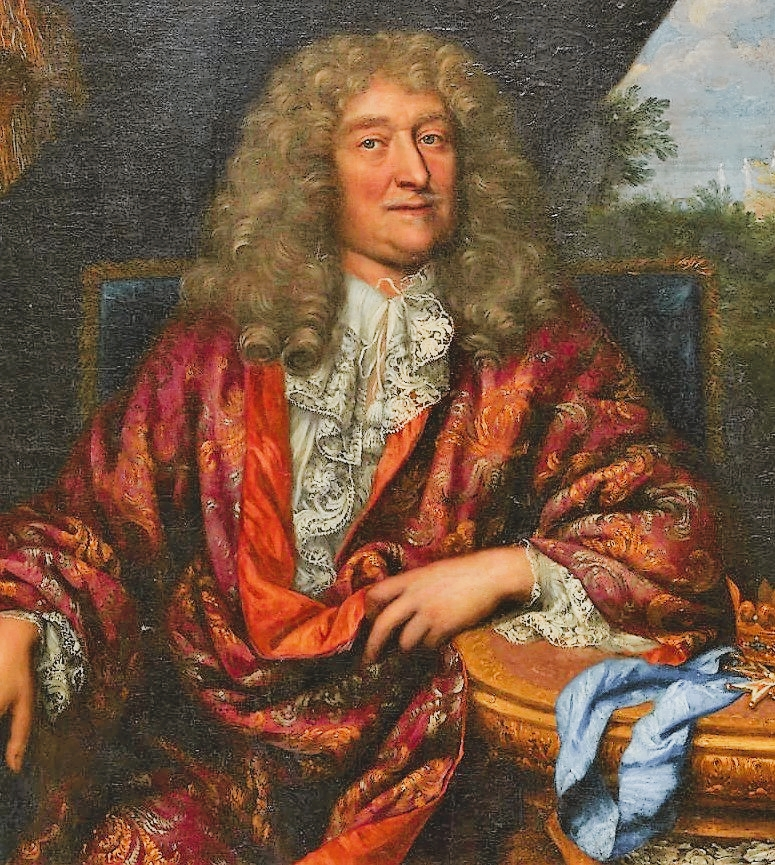
Henri de Bourbon-Verneuil.

Cette rue tire son nom du duc Henri de Bourbon, duc de Verneuil (1601-1682), un des fils légitimés d'Henri IV.

## Historique
Cette rue est ouverte en 1640 sur l'emplacement appartenant à l'abbaye de Saint-Germain-des-Prés appelé le « Grand-Pré-aux-Clercs », alors sur une largeur de 23 pieds sous le nom d'« allée du Jardin-de-la-Reine-Marguerite ».
Une décision ministérielle du 2 thermidor an V (20 juillet 1797), signée Bénézech, fixe la largeur de cette voie publique à 8 mètres. Cette largeur est portée à 10 mètres, en vertu d'une ordonnance royale du 7 mars 1827.

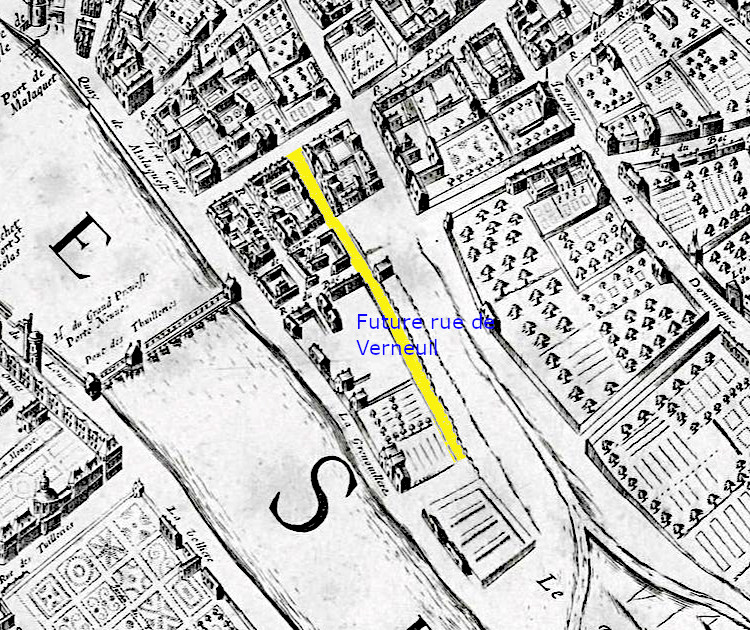
La future rue de Verneuil (en jaune) sur le plan de Boisseau (vers 1648).

## Bâtiments remarquables et lieux de mémoire
- No 4: hôtel particulier situé en fond de cour, propriété de l’homme d’affaires Patrick Molis depuis 2022, acheté 8,2 millions d’euros à une branche de la famille Grumbach, une famille de confectionneurs parisiens[1].
- No 5 bis: maison de l'auteur-compositeur-interprètre Serge Gainsbourg (1928-1991), hôtel particulier où l’artiste a vécu de 1969 à 1991, devenu en 2022 musée à sa mémoire[2],[3].
- No 6 : de 1904 à 1910 habita dans cette maison le peintre Léo Fontan[4].
- No 7 : le décorateur Jean-Michel Frank aménagea en 1924 un appartement caractéristique de l'époque Art déco, où il vécut[5].
- No 11 (numérotation de l'époque) : en 1827, domicile de Charles-Edgar, comte de Mornay[6], illustré par une aquarelle et une peinture à l'huile d'Eugène Delacroix conservées au musée du Louvre. Le comédien Raymond Rognoni, qui habitait l'immeuble, y est décédé.
- No 13 : l'exploratrice et artiste Régine van den Broek y habita jusqu'à son décès.
- Nos 13-15 : hôtel dit de Bouville, ancienne mairie de l’ancien 10e arrondissement de Paris (avant la réorganisation de Paris en vingt arrondissements en 1860).
- No 18 : atelier de Marie-Jean Desouches (1764-1828), inventeur des lits de camp de Napoléon Ier et artisan ferronnier spécialisé dans la fabrication de meubles mécaniques[7].
- No 20 : boutique À La Corde Pincée, tenue par le facteur de clavecin Claude Mercier-Ythier, spécialiste de musique ancienne, installé depuis 1950 (premier facteur de clavecin à Paris depuis la Révolution française, à l'origine, avec Wanda Landowska, du renouveau des musiques baroque et ancienne.
- No 22 : le compositeur Charles Lenepveu y est décédé[8].
- No 23 : maison de l'architecte Pierre Desmaisons, qui a reconstruit le palais de justice de Paris.
- No 33 : hôtel d'Aiguillon. En 1853, Adeline Desir (1819-1875) y fonda le Cours Desir, établissement d'enseignement privé pour jeunes filles ultérieurement domicilié rue Jacob.
Dans les années 1960, Juliette Gréco y vécut avec l'acteur Michel Piccoli. Elle inspira d'ailleurs La Javanaise à Serge Gainsbourg dans la maison de celui-ci au no 5 bis de cette même rue.
- No 36 : l'écrivaine belge Dominique Rolin, prix Femina 1952 et proche de Philippe Sollers, y a habité de 1959 à sa mort en 2012[9].
- Îlots nos 38-42 rue de Verneuil, rue du Bac, rue de Beaune et rue de Lille : ancienne halle Barbier qui, transformée, devint la caserne des Mousquetaires-Gris.
- No 38 : la chanteuse de music-hall Sidonie Baba y a habité.
- No 42 : le cravatier François-Régis Laporte y installe sa première boutique dédiée à son métier[10], dont la fonction fut créée par Louis XIV au XVIIe siècle.
- No 49 (ancien immeuble) : y résida Alexis de Tocqueville[11], qui y rédigea une partie de son ouvrage De la démocratie en Amérique.
- No 52 : domicile du syndicaliste Christian Pineau en 1940, où est créé le mouvement de Résistance Libération-Nord[12].
- No 53 : hôtel d'Avejan où est installé le Centre national du livre.
- No 55 : ancien hôtel dit de Belzunce.
- No 58 : le maréchal Ladislas Ignace de Bercheny y a habité, comme le signale une plaque commémorative en façade.
- No 60 : à cette adresse a habité l’homme politique et écrivain royaliste Charles Maurras (1868-1952)[13].
- No 62 : Jean Bousquet, fondateur de Cacharel, y a habité[14].

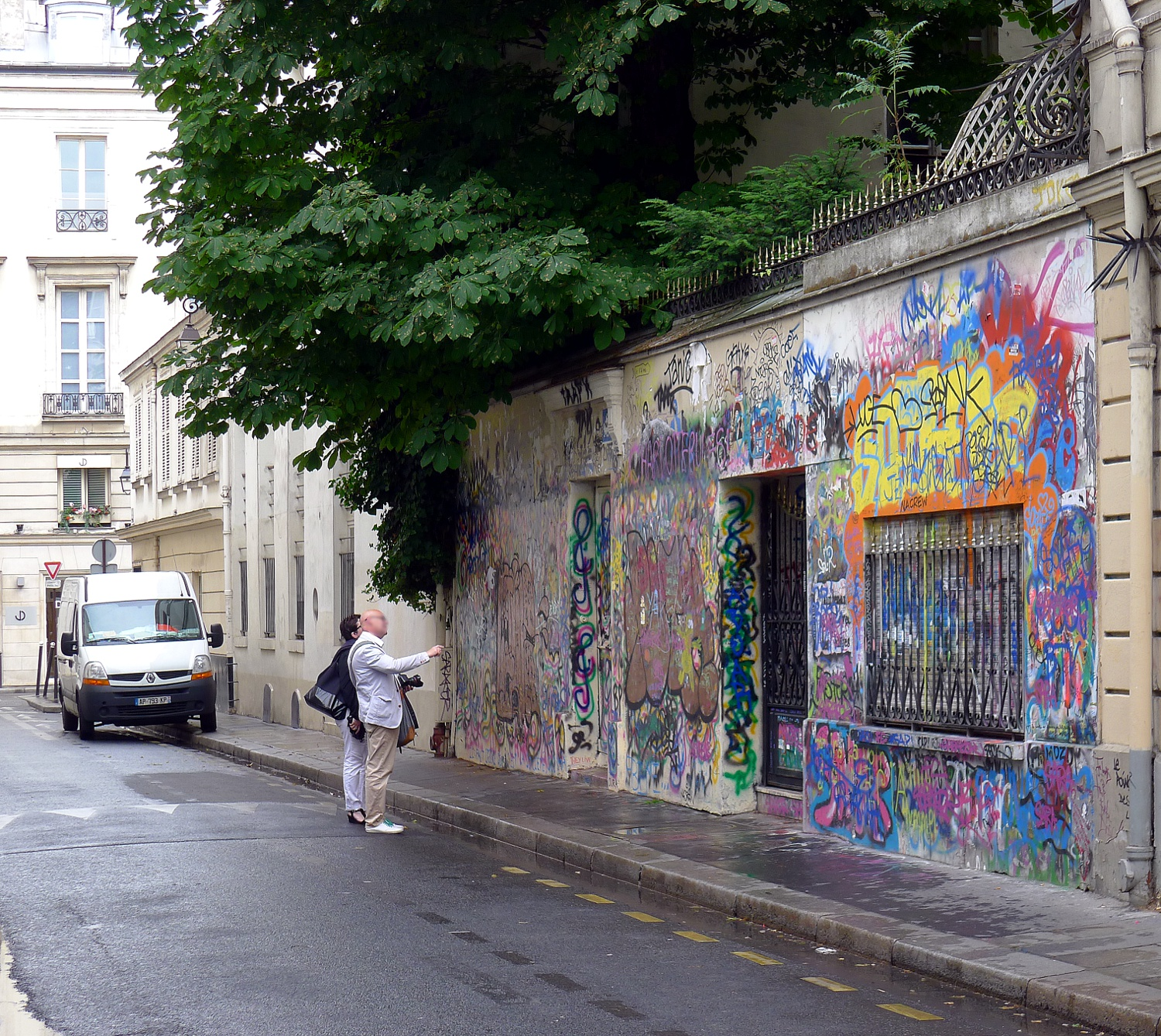
No 5 bis, maison de Serge Gainsbourg (en 2011) conservée en l'état par Charlotte Gainsbourg après le décès de son père.
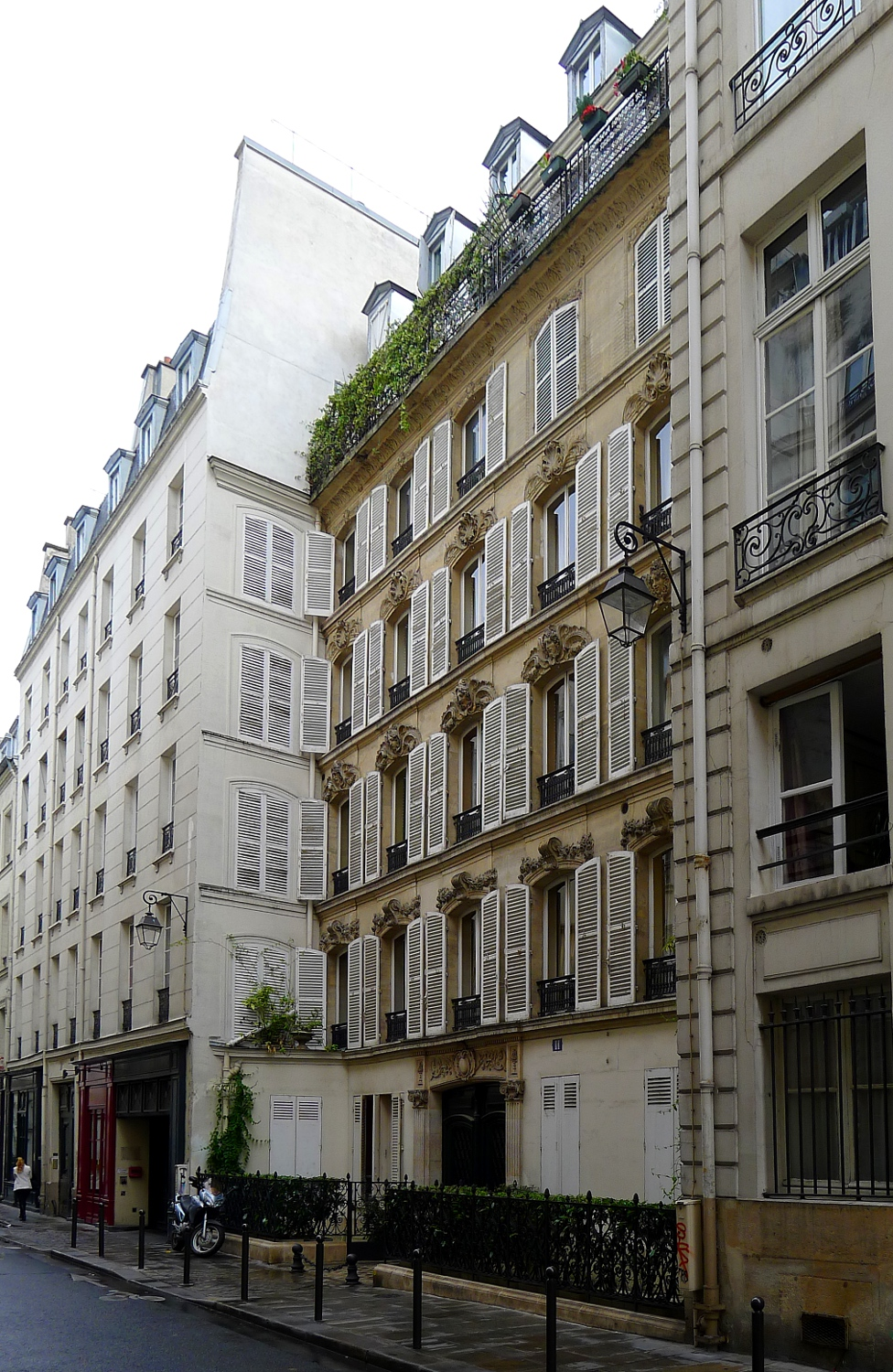
No 11.
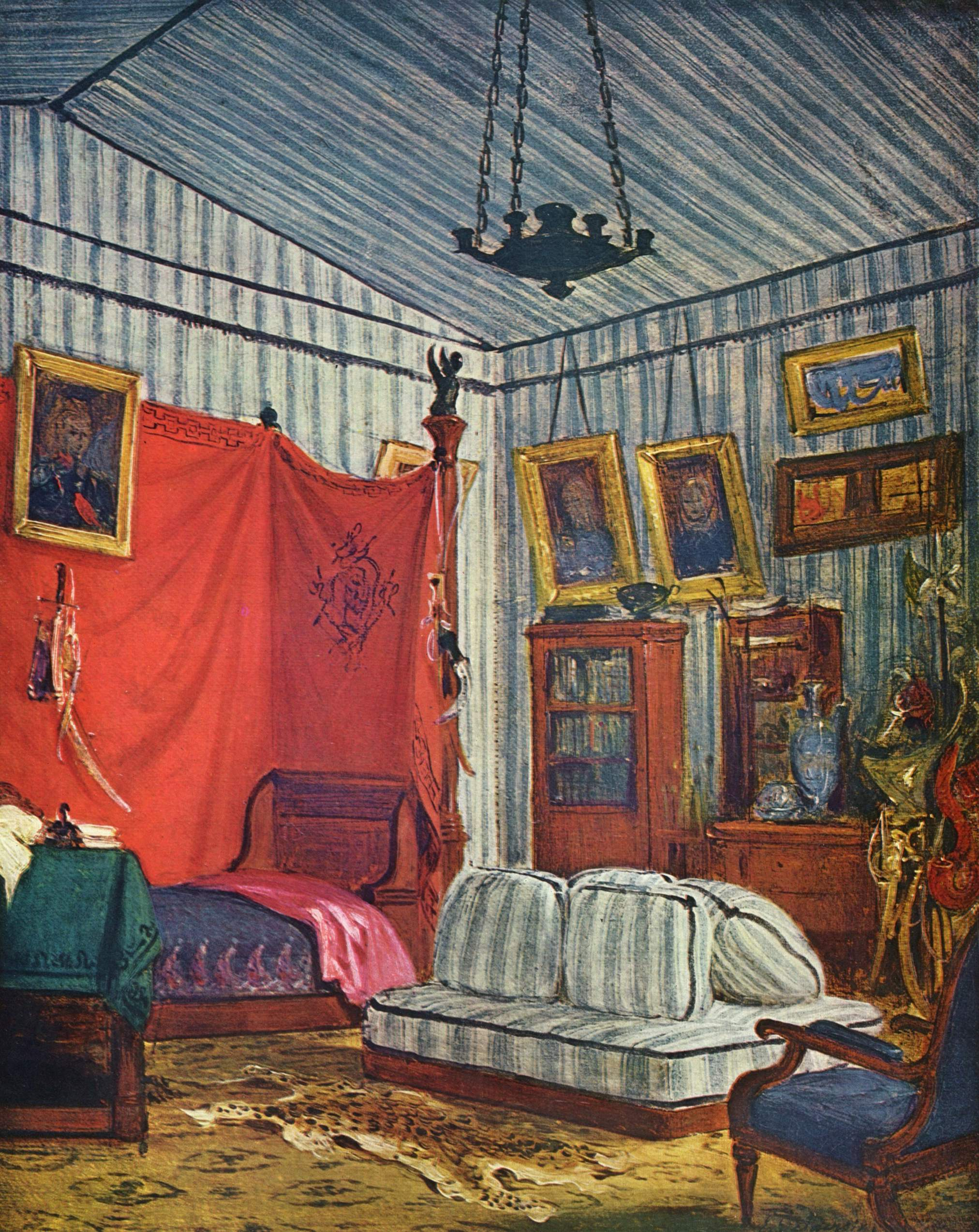
Eugène Delacroix : Appartement du comte de Mornay, avant 1833 (musée du Louvre).
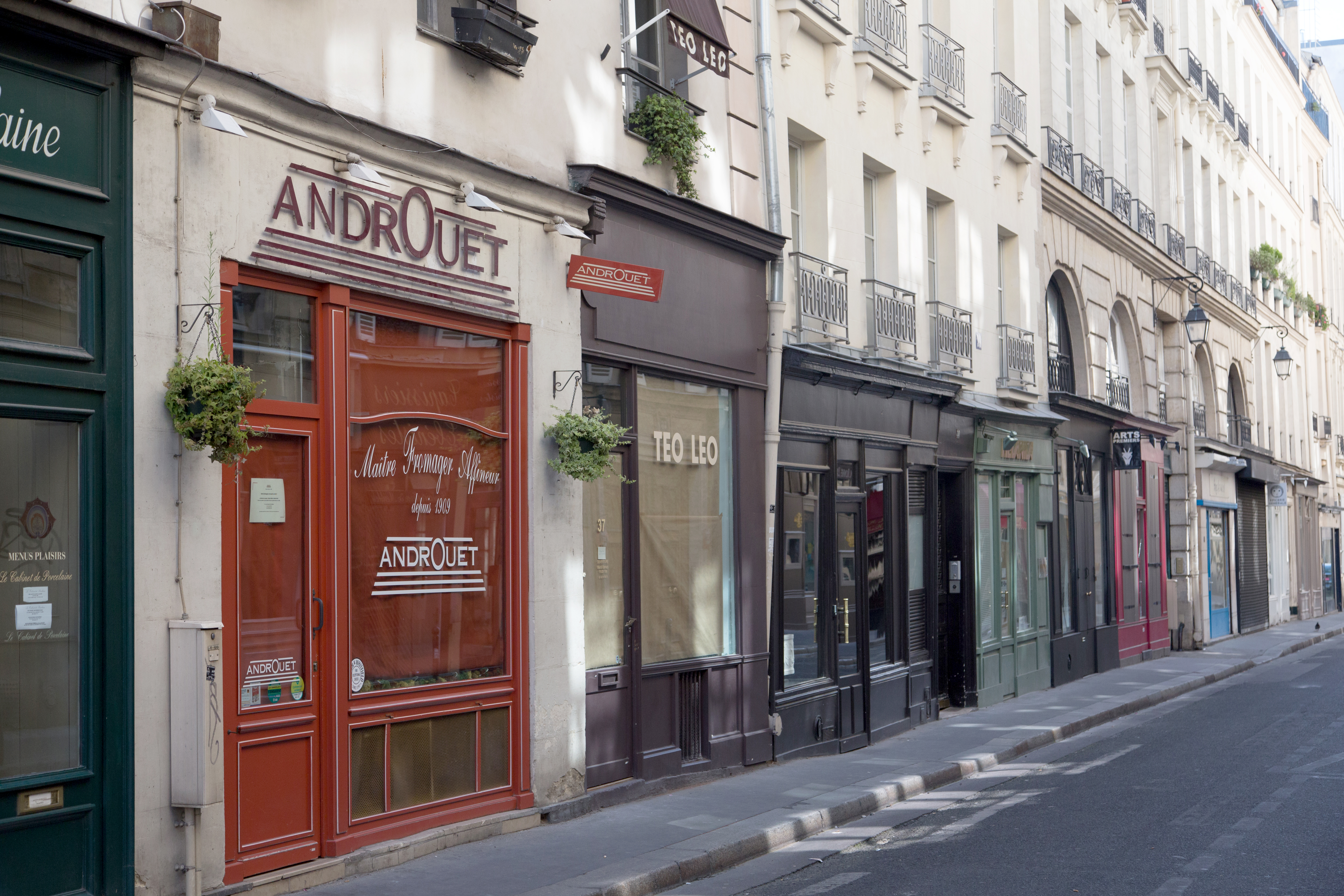
No 37.
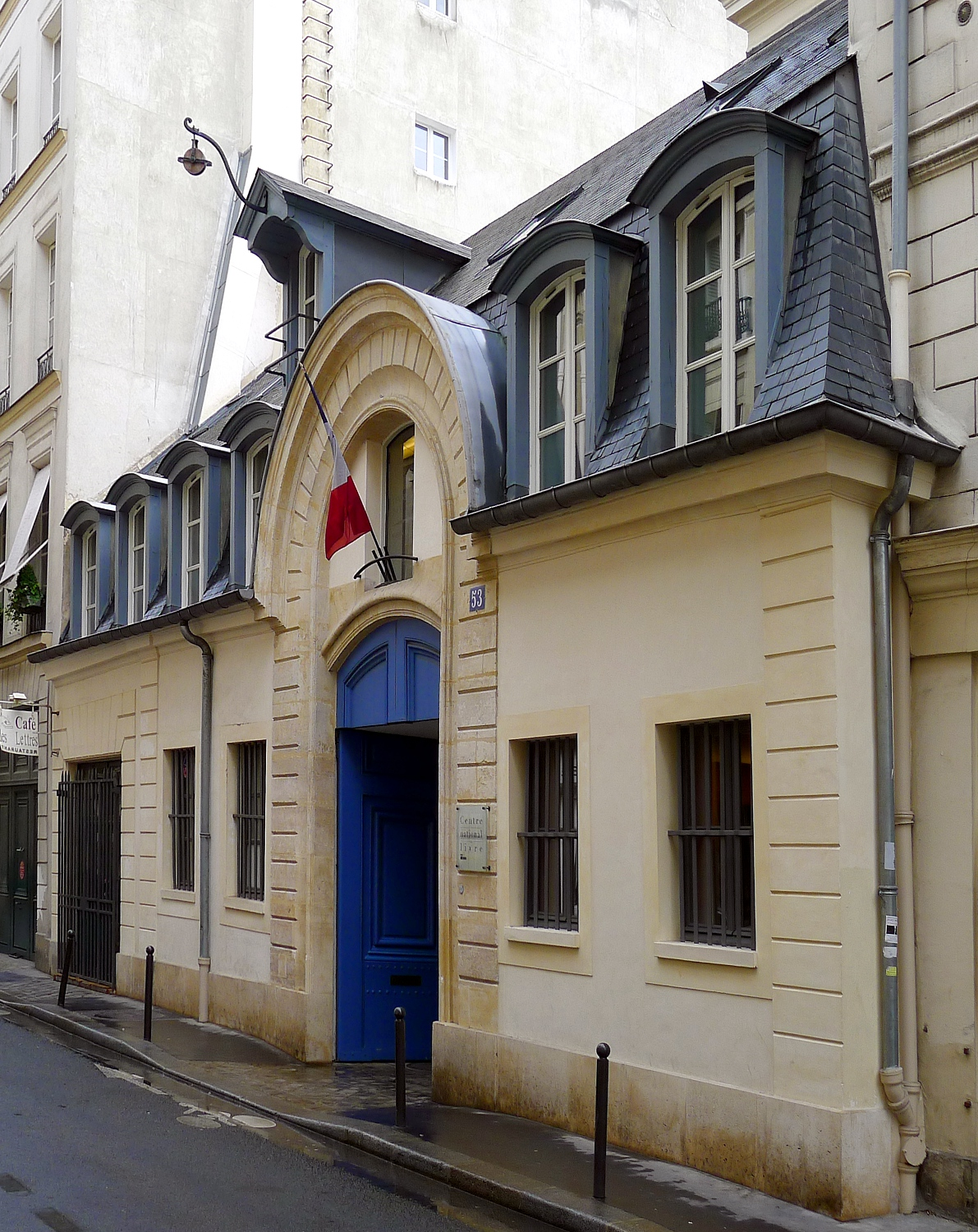
No 53.
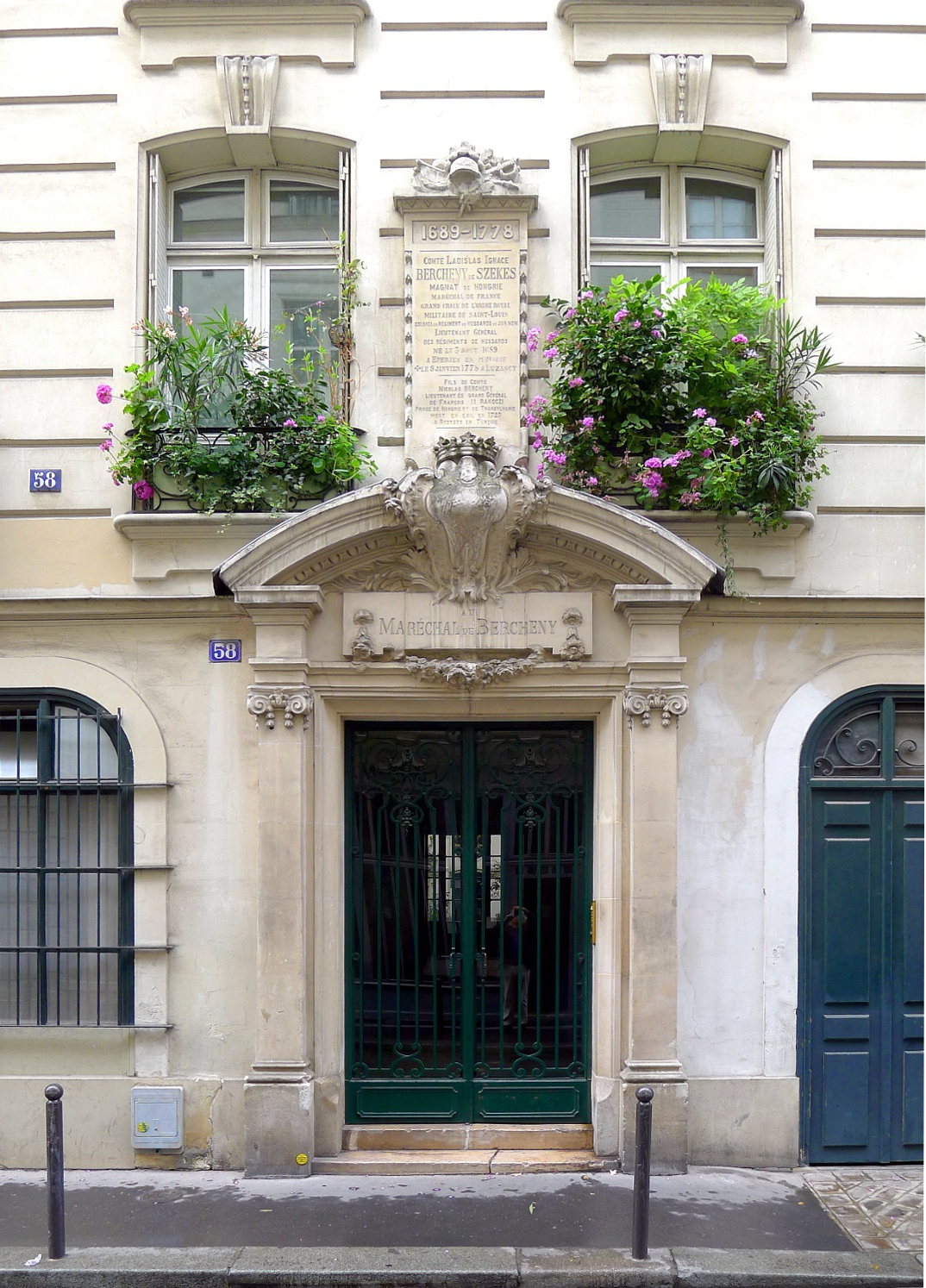
No 58.